# Kaibab Limestone
Der Kaibab Limestone ist eine resistente, Steilwand-bildende, permische Formation, die in den US-Bundesstaaten Arizona, Kalifornien, Nevada und Utah aufgeschlossen ist.

## Etymologie

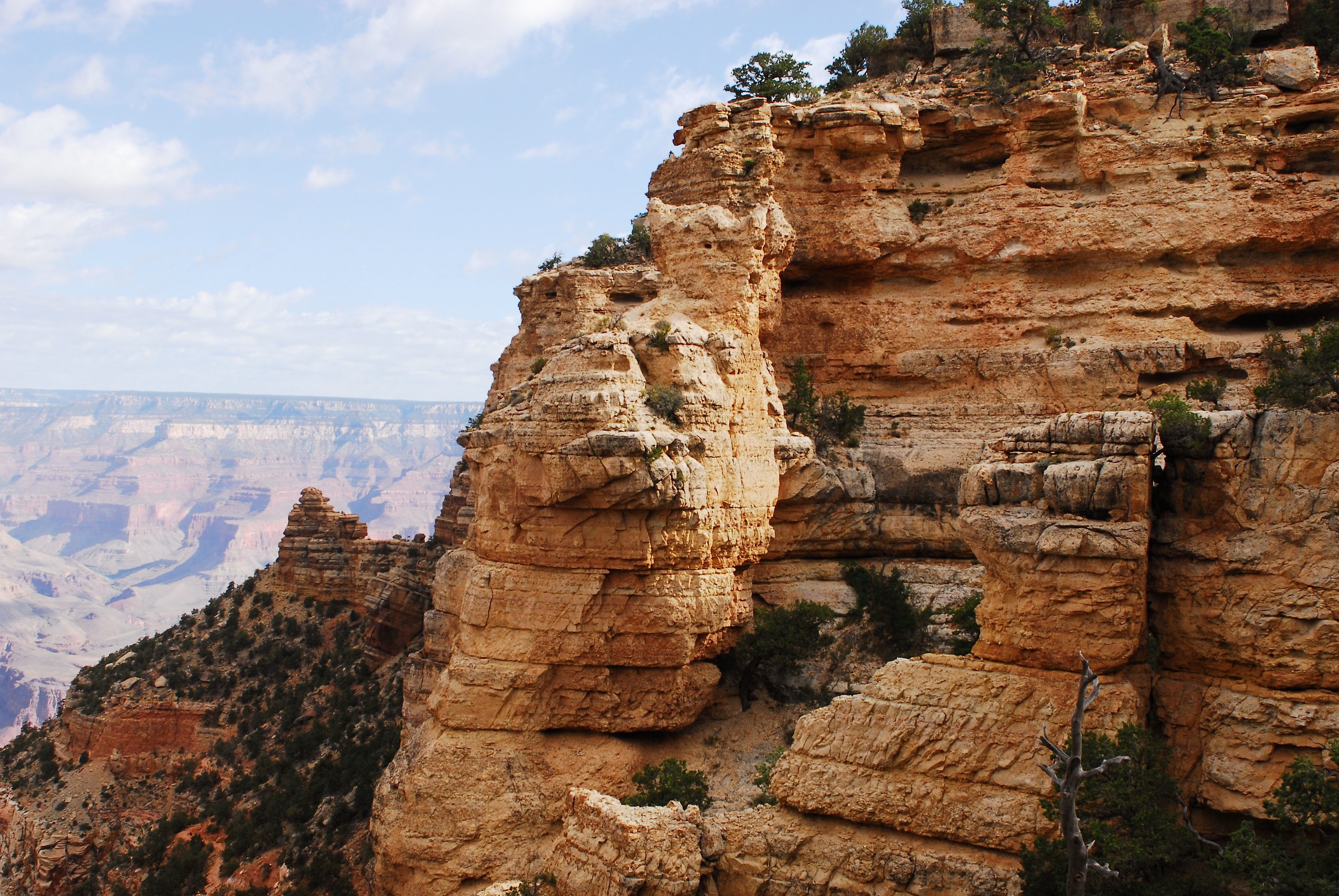
Der Kaibab Limestone am South Rim mit Blick zum Yaki Point

Der Kaibab Limestone wurde 1910 von N. H. Darton nach dem Kaibab-Plateau benannt, dessen Unterlage er bildet. Das Wort Kaibab, ursprünglich Kai'vi'vits (auch Kaivavits), stammt aus der Sprache der südlichen Paiute und hat die Bedeutung sich niederlegender Berg (im Englischen mountain lying down). Der Stamm der Kaibab lebt heute im Kaibab-Indianerreservat im äußersten Nordosten des Mohave Countys.

## Erforschungsgeschichte
In seiner ursprünglichen Definition im Jahr 1910 hatte Darton keine Typlokalität für die Formation ausgewiesen. Für ihn stellte der Kaibab Limestone die obere Formation seiner Aubrey Group dar, welche später als stratigraphische Einheit wegfiel. Im Jahr 1921 führten Bassler und Reeside eine Revision durch und definierten dabei erstmals das Harrisburg Member. Edwin McKee unterteilte 1938 Dartons Kaibab Limestone in zwei eigene Formationen – den (reduzierten) Kaibab Limestone und darunter die Toroweap-Formation. Er berichtigte auch die Liegendgrenze und unterteilte die Formation in drei Member – alpha, beta und gamma. In den Siebziger Jahren wurde die Hangendgrenze der Formation und ihre räumliche Ausbreitung überarbeitet. Ferner wurde versucht, die Formation zu Gruppenstatus zu erheben und in mehrere Formationen zu unterteilen. Sorauf und Billingsley gliederten im Jahr 1991 den Kaibab Limestone neu, wobei sie unter das Harrisburg Member das Fossil Mountain Member einschoben. Ihr neues Fossil Mountain Member umfasste McKees Beta Member sowie das Gamma Member, das Harrisburg Member blieb identisch mit McKees Alpha Member. Neuere Forschungen konzentrierten sich auf die räumliche Ausbreitung der Formation.

## Vorkommen
Der Kaibab Limestone bzw. Kaibab Formation – Pk auf der geologischen Karte – hat ein sehr weites Verbreitungsgebiet. Neben dem namensverleihenden Kaibab-Plateau im Nordwesten Arizonas und Südwesten Utahs erscheint der Kaibab Limestone auch in der Basin and Range Province in Nevada sowie im Südosten Kaliforniens im Salton Basin. In Kalifornien liegt er außerdem in den Big Maria Mountains bereits stark metamorphosiert als Kaibab Marble vor.
Generell gehört der Kaibab Limestone der Sedimentprovinz des Colorado-Plateaus an – der Plateau Sedimentary Province. Hierunter fallen auch das Black Mesa Basin und als nördlichstes Vorkommen der Formation das Paradox-Becken in Utah. Der Kaibab Limestone findet sich auch in mehreren Nationalparks wie beispielsweise dem Capitol Reef National Park, dem Grand-Canyon-Nationalpark, dem Zion National Park und auch im Grand Staircase-Escalante National Monument. Im Grand-Canyon-Nationalpark stellt der Kaibab Limestone mit 1057 Quadratkilometer immerhin 21 Prozent der Gesamtfläche.
Der Kaibab Limestone bildet insbesondere den Rand des Grand Canyons (North Rim und South Rim) und seinen Seitentälern und nimmt außerdem – falls nicht von Überresten der Moenkopi-Formation oder Oberflächenablagerungen verdeckt – einen Großteil der aufgeschlossenen Oberflächen im Kaibab-Plateau und dem zugehörigen Walhalla-Plateau, im Coconino-Plateau, im House Rock Valley und im westlichen Marble-Plateau ein. Er erscheint außerdem im Marble Canyon und in der Schlucht des Little Colorado Rivers.

## Stratigraphie

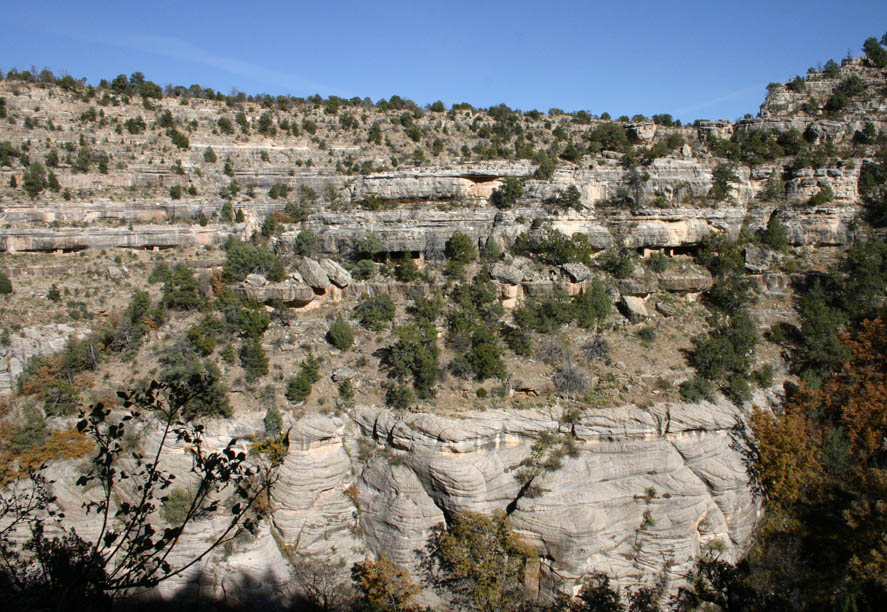
Nordwand des Walnut Canyons bei Flagstaff mit Kaibab Limestone über Toroweap-Formation und Coconino Sandstone

Der Kaibab Limestone überlagert im Grand Canyon die Toroweap-Formation. Südlich (wie beispielsweise am Mogollon Rim) und östlich des Grand Canyons ruht die Formation auf dem Coconino Sandstone. Im Norden Arizonas und im Südwesten Utahs bildet der White Rim Sandstone ihr Liegendes. Hangendes des Kaibab Limestones ist die Moenkopi-Formation, die erosionsdiskordant aufliegt.
Intern wird der Kaibab Limestone in zwei Member unterteilt – in das Fossil Mountain Member (Pkf) im Liegenden und das Harrisburg Member (Pkh) im Hangenden. Das Fossil Mountain Member dokumentiert den Übergang von offen marinen Fossilkalken im Westen zu restriktiven sandigen Dolomiten im Osten. Im Harrisburg Member manifestiert sich sodann der Rückzug des Kaibab-Meeres.
Die Gesamtmächtigkeit des Kaibab Limestones schwankt in der Umgebung des Grand Canyons zwischen 91 und 150 Meter, im Grand Canyon selber zwischen 90 und 120 Meter.
Die Mächtigkeit des Fossil Mountain Members wird mit 55 bis maximal 107 Meter angegeben, die des Harrisburg Members mit 24 bis 91 Meter (Durchschnittsdicke 50 Meter). Im Westen des Grand Canyons wurden für das Harrisburg Member knapp 80 Meter gemessen, welche sich nach Osten bis auf 36 Meter reduzierten.
Stratigraphische Äquivalente des Kaibab Limestones sind der Concha Limestone und die Rain Valley Formation im Südosten Arizonas, die Garden Valley Formation in Nevada, die Plympton-Formation in Utah und die Road Canyon Formation in Texas. 

### Sequenzstratigraphie
Sequenzstratigraphisch stellt der Kaibab Limestone eine Abfolge (Systemtrakt) dritter Ordnung dar. Zusammen mit der Toroweap-Formation, die ebenfalls einen Systemtrakt dritter Ordnung repräsentiert, bildet er einen Systemtrakt zweiter Ordnung. Die Abfolge dritter Ordnung des Kaibab Limestones wird hierbei von regionalen Diskordanzen eingegrenzt. Sein Liegendes wird durch eine Diskordanz von der Toroweap-Formation getrennt, sein Hangendes durch die permo-triassische Erosionsdiskordanz von der Moenkopi-Formation. Die Aufeinanderstapelung der einzelnen Fazies ergibt eine anfängliche Transgression gefolgt von einer Regression innerhalb des Systemtrakts dritter Ordnung. 
Die Sequenz dritter Ordnung kann jedoch genauer weiter in Parasequenzen vierter Ordnung unterteilt werden. So findet Cole Hendrickson im hangenden Harrisburg Member vier Parasequenzen, wobei die ersten beiden Parasequenzen eine seewärtige Wanderung der Faziesgürtel bei hohem Meeresspiegel und somit ein normal regressives Verhalten dokumentieren, wohingegen die beiden oberen Parasequenzen eine transgressive Verlagerung der Fazies in Richtung Küste anzeigen. Dies dürfte somit der zweiten Regression und der dritten Transgression von Cheevers und Rawson (1979) entsprechen, die den Kaibab Limestone ihrerseits in drei Transgressionen und zwei Regressionen eingeteilt hatten.

### Kontaktverhältnisse

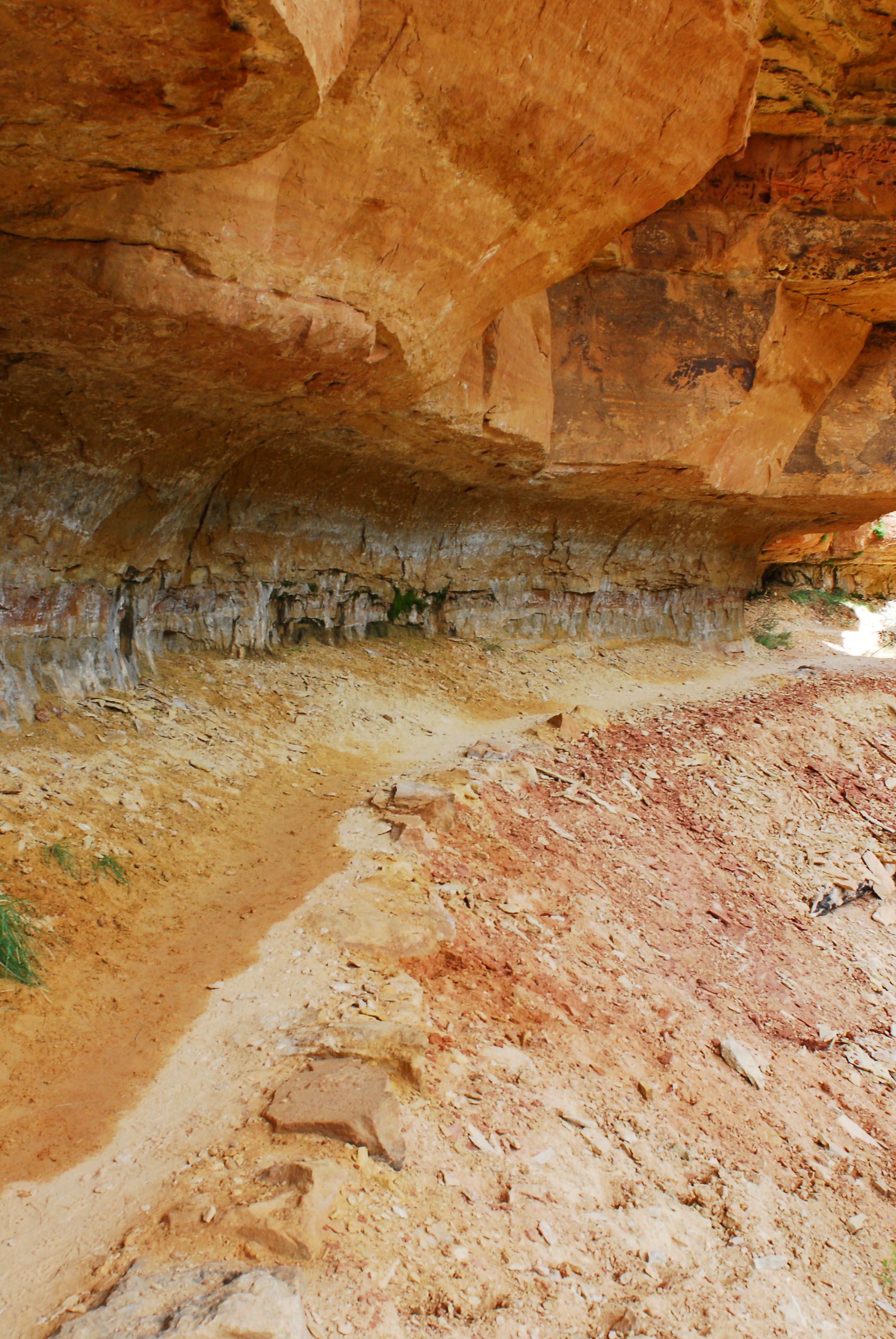
Liegendkontakt zur Toroweap-Formation

Im Gebiet des Grand Canyons liegt der Kaibab Limestone Gips- und verdrehten Sandsteinlagen des Woods Ranch Members der Toroweap-Formation auf. Der Liegendkontakt des Kaibab Limestones wurde ursprünglich in Anbetracht örtlicher intraformationeller Brekzien und Erosionsflächen als diskordant angesehen. Weitergehende Forschungen haben aber gezeigt, dass diese intraformationellen Brekzien und Erosionsflächen ein sekundäres Einbruchsphänomen sind, welches auf der Lösung und Auswaschung von Evaporiten im oberen Abschnitt der Toroweap-Formation beruht. Der Kontakt gilt daher jetzt als konform und nur noch stellenweise als diskordant. Im Süden und Osten des Grand Canyons verzahnen sich die Evaporite und verdrehten Sandsteine der Toroweap-Formation – diese werden als Sabkha-Ablagerungen gedeutet – mit dem schräggeschichteten Coconino Sandstone bzw. werden von diesem abgelöst. Daher überlagert am Mogollon Rim der Kaibab Limestone direkt den Coconino Sandstone. Im Nordosten Arizonas und im Südosten Utahs kommt der Kaibab Limestone auf den White Rim Sandstone zu liegen.
Der Hangendkontakt des Kaibab Limestones (Harrisburg Member) mit der aufliegenden Moenkopi-Formation ist eine Erosionsdiskordanz. Im Nordwesten Arizonas, im Südosten Nevadas und im Südwesten Utahs besteht diese Erosionsdiskordanz teils aus bis zu hundert Meter tiefen, teils verkarsteten Paläotälern, die vor Ablagerung der Moenkopi-Formation in den Kaibab Limestone eingeschnitten worden waren. Die Paläotäler sind oft mit Konglomeraten und Brekzien verfüllt – bekannt als Rock Canyon Conglomerate. Im Marble Canyon, im östlichen Grand Canyon und südwärts im Verde Valley ist der Hangendkontakt zur Moenkopi-Formation ebenfalls erosiver Natur. Die Diskordanz besitzt hier aber nur wenig an Relief und ist an Unterschieden in geomorphologischer Ausbildung, unterschiedlichen Farbgebungen und Gesteinstypen zu erkennen – zwischen braungrauen bis rötlichgrauen, teils überhängenden Kalksandsteinen des Kaibab Limestones und tiefroten, Hänge bildenden Siltsteinen der Moenkopi-Formation. Der Hiatus der Diskordanz dürfte Mittel- und Oberperm sowie die Untertrias umfassen.
Dennoch fielen die Rotsedimente der überlagernden Moenkopi-Formation aufgrund ihrer geringen Widerstandskraft fast gänzlich der Erosion anheim. Als Folge bildet jetzt der Kaibab Limestone die Oberfläche der weiten Plateulandschaften im Umkreis des Grand Canyons. Auf diesen Plateaus – wie beispielsweise dem Kaibab Plateau – wurden außerdem noch die obersten Lagen des Kaibab Limestones mit ihrem hohen Gipsgehalt erosiv entfernt.
Der intraformationelle Kontakt zwischen den beiden Membern ist sehr gradueller Natur, wird aber opportunerweise an die Oberkante der kieseligen Kalksteilwand des Fossil Mountain Member gelegt.

## Lithologie

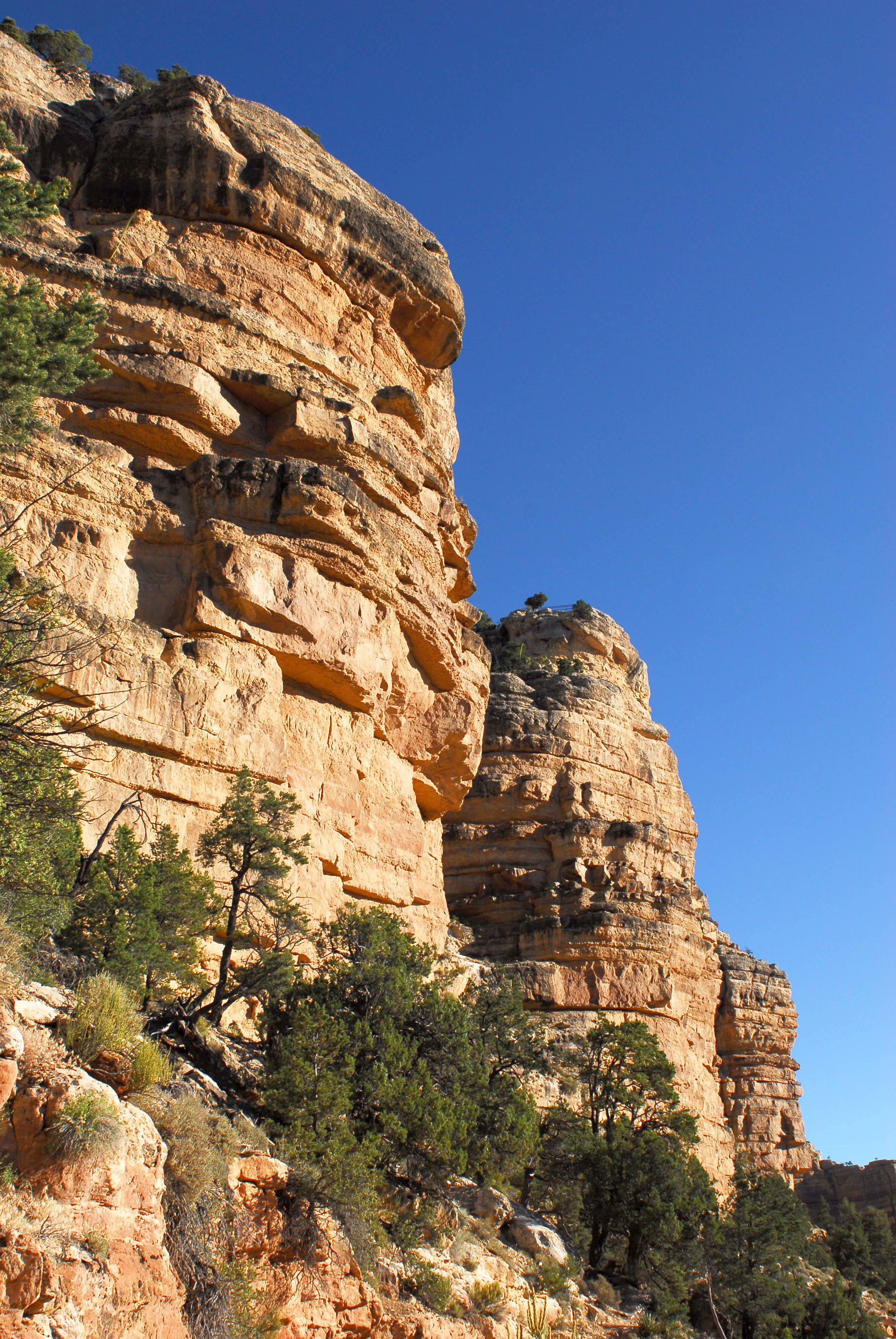
Steilwand im Kaibab Limestone am Bright Angel Trail

Der Kaibab Limestone ist ein Amalgam recht unterschiedlicher Lithologien, in welchem sich karbonatische und siliziklastische Sedimente auf komplizierte Weise verzahnen bzw. wechsellagern. Darüber hinaus haben nach Abschluss der Sedimentation diagenetische Vorgänge durch die Umwandlung von Kalken zu Dolomiten und durch die Verkieselung von Kalken unter Bildung von Chert weitere Komplexitäten in der Zusammensetzung geschaffen.
Im westlichen Grand Canyon besteht das Fossil Mountain Member aus einem verkieselten (zu 25 bis 30 Prozent), hellgrauen Fossilkalk mit einer normalmarinen, reichhaltigen und diversifizierten Fauna. Der fein- bis mittelkörnige Kalk verwittert dunkelgrau und Steilwände zeigen oft einen schwarzen Überzug aus Magnesiumoxid. Seine Bankung variiert zwischen 0,3 und 2 Meter. Der hohe Kieselgehalt drückt sich in zahlreichen Hornsteinlagen, -linsen und -knauern und in 1 bis 3 Meter mächtigen Chertbrekzien aus. Als Fossilien treten vor allem Brachiopoden, Schwämme (in Hornsteinknollen) und Trilobiten auf. Weiter östlich in Richtung Coconino-Plateau ändern sich Lithologie, Mineralogie und Fossilinhalt drastisch hin zu küstennaheren sandigen Dolomiten und Dolomiten mit reduziertem, restriktiven Fossilinhalt sowie untergeordneten Sandsteinen. 
Das rotgrau bis braungrau gefärbte Harrisburg Member bildet sowohl am North Rim wie auch am South Rim des Grand Canyons die abschließenden Steilwände und überhängenden Vorsprünge. Das Gips-führende Harrisburg-Member baut sich aus Dolomiten, Sandsteinen, Rotschichten, Cherts und untergeordneten Kalken auf. Das Member kann vielerorts in drei Abschnitte unterteilt werden – einen Hang-bildenden Hangendabschnitt, einen Steilwand-bildenden Mittelabschnitt und einen Hangfuß-bildenden Liegendabschnitt. Der Hangendabschnitt zeigt wechselagernden roten und grauen Gips, Sandstein, Siltstein und gelbgrauen, sandigen Fossilkalk. Die Steilwand des Mittelabschnitts besteht aus grauem, dünnbankigen, fossilführenden Kieselkalk und sandigem Kalk. Der Liegendabschnitt enthält gelbgrauen bis blassroten gipshaltigen Siltstein und Kalksandstein, sodann grauen dünnbankigen Kalk und schließlich grauen bis weißen, dickbankigen Gips. Auf dem Kaibab Plateau und im Nordosten des Grand Canyons verschmelzen die drei Abschnitte und lassen sich nicht mehr auseinanderhalten.
Gipsauswaschungen bewirkten die Entstehung zahlreicher Sinkhöhlen (engl. sinkholes). Lösungsverwitterung der Gipslagen im Liegendabschnitt hat im auflagernden, Steilwand-bildenden Mittelabschnitt zu Distorsionen im Kalk geführt – gut zu erkennen in oder in der Nähe örtlicher Drainagen auf Plateaulandschaften wie beispielsweise dem Kanab-Plateau oder dem Coconino-Plateau, in denen der Mittelabschnitt des Harrisburg Members an der Oberfläche ansteht.

## Ablagerungsbedingungen
Der Kaibab Limestone wurde in einer extensiven Flachsee sedimentiert. Seine komplizierte Wechsellagerung von karbonatischen und klastischen Sedimenten gibt als Ablagerungsmilieu einen flach einfallenden Kontinentalrand zu erkennen, welcher häufigen und hochfrequenten Meeresspiegeländerungen ausgesetzt war. Bereits kleinere Schwankungen bewirkten während der Ablagerung des Kaibab Limestones bedeutende seitliche Ausweichbewegungen der supratidalen, subtidalen und seicht-marinen Faziesgürtel. Die Folge der Änderungen im Meeresspiegel und in der Position der Faziesgürtel war eine komplizierte Verzahnung von karbonatischen und klastischen Sedimenten innerhalb des Kaibab Limestones. Der flache Meeressaum, in dem der Kaibab Limestone abgelagert wurde, erstreckte sich vom nördlichen Arizona bis ins südliche Nevada, seine Breite dürfte rund 125 Kilometer betragen haben. Die damaligen hochfrequenten Meeresspiegeländerungen sind ihrerseits wahrscheinlich auf glazial bedingte/beeinflusste klimatische Veränderungen zurückzuführen.

## Fossilien

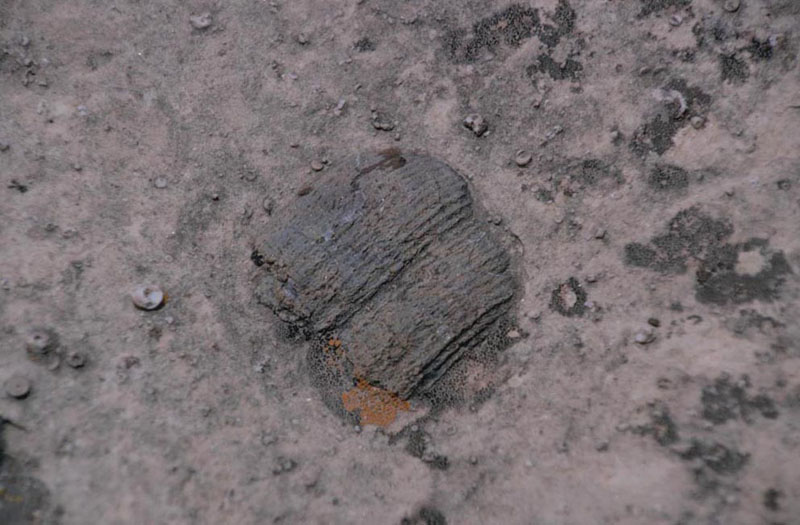
Crinoidenstielglieder aus dem Kaibab Limestone mit dem Productiden Peniculauris bassi

Der Kaibab Limestone enthält als Fossilien zahlreiche Invertebraten und auch Vertebraten des Perms. Unter den Invertebraten finden sich Brachiopoden, Bryozoen, Conodonten, Conulariida, Crinoiden, Echinoidea, Gastropoden, Kahnfüßer (Scaphopoda), rugose Korallen, Mollusken, Schwämme (Hexactinellida und andere), Seeigelstacheln, Trilobiten und riesige Nautiloiden. Bei den Vertebraten sind Knorpelfische  (Chondrichthyes) und Strahlenflosser (Actinopterygii) zu nennen, deren Zähne und Schuppen in großer Diversität in Arizona aufgefunden werden. Unter den Knorpelfischen finden sich Ctenacanthiformes, Euselachii, Holocephali, Hybodontiformes und Petalodontiformes. Pflanzliche Fossilien sind Grünalgen (Dasycladaceen). Als Spurenfossilien fungieren neben Fressspuren und Bauten von Invertebraten Grabgänge kleiner Garnelen (Callianassidae).
Mindestens neun Invertebratentaxa haben ihren Holotypus im Kaibab Limestone, darunter vier Brachiopoden (Avonia subhorrida newberryi, Chonetes quadratus, Composita arizonica und Derbyia arizonensis), drei Bryozoen (Bicorbis arizonica, Bascomella subsphaerica und Gyrtipora maculata), die Conulariida Conularia kaibabensis und der Trilobit Delaria macclintocki. Die Arthropoden werden nur durch Trilobiten repräsentiert – mit den Taxa Ameura, Delaria, Ditomopyge, Novoameura und Paladin. Brachiopoden kommen sehr häufig und artenreich im Kaibab Limestone vor. Zugegen sind die Ordnungen Athyridida, Orthida, Orthotedida, Productida (weit verbreitet), Rhynchonellida, Spiriferida, Spiriferinida und Terebratulida. Die relativ häufigen Bryozoen sind mit den Ordnungen Cryptostomata, Fenestrata und Treptostomata vertreten. Die Cephalopoden sind ausgesprochen selten, bisher bekannt wurden die Nautiloidea Domatoceras, Metacoceras und Stearoceras. Cnidaria (Nesseltiere) sind ebenfalls recht selten, bisher ist nur die rugose Einzelkoralle Lophophyllum bekannt. Bei den Echinodermata liegen meist nur Stielglieder von Crinoiden und Stacheln von Seeigeln der Gattung Archaeocidaris vor. Unter den Gastropoden erscheinen die Ordnungen Bellerophontida, Cycloneritida, Euomphalina, Murchisoniina und Pleurotomariida. Die Mollusken sind recht zahlreich mit den Ordnungen Cardiida, Modiomorphoida, Nuculanida, Ostreida, Pectinida, Pholadomyoidea und Trigoniida. Als Scaphopoda ist Prodentalium canna anzuführen. Von den Schwämmen (Porifera) ist bisher nur ein Taxon beschrieben, der zu den Hornkieselschwämmen gehörende Lithistida Actinocoelia maeandrina.

## Alter
Frühe paläontologische Untersuchungen am Kaibab Limestone hatten sein Alter anhand des in ihm enthaltenen reichen Fossilgehalts festlegen können. So wurde anhand von Brachiopoden und Hornkieselschwämmen sein Alter als Leonardium bestimmt – dies entspricht dem Kungurium, d. h. oberstes Unterperm. Spätere Untersuchungen an Conodonten sowie anderen Großfossilien aus westlichen Vorkommen des Fossil Mountain Members konnten das Alter der Formation jedoch bis ins Guadalupium bzw. Roadium – d. h. bis ins unterste Mittelperm – erweitern. Dies entspricht einem absoluten Alter von 272 bis 269 Millionen Jahren.

## Bergbau
Das Harrisburg Member des Kaibab Limestones wird in der Blue Diamond Mine am Blue Diamond Hill im Clark County Nevadas auf Gips abgebaut.

## Photogalerie

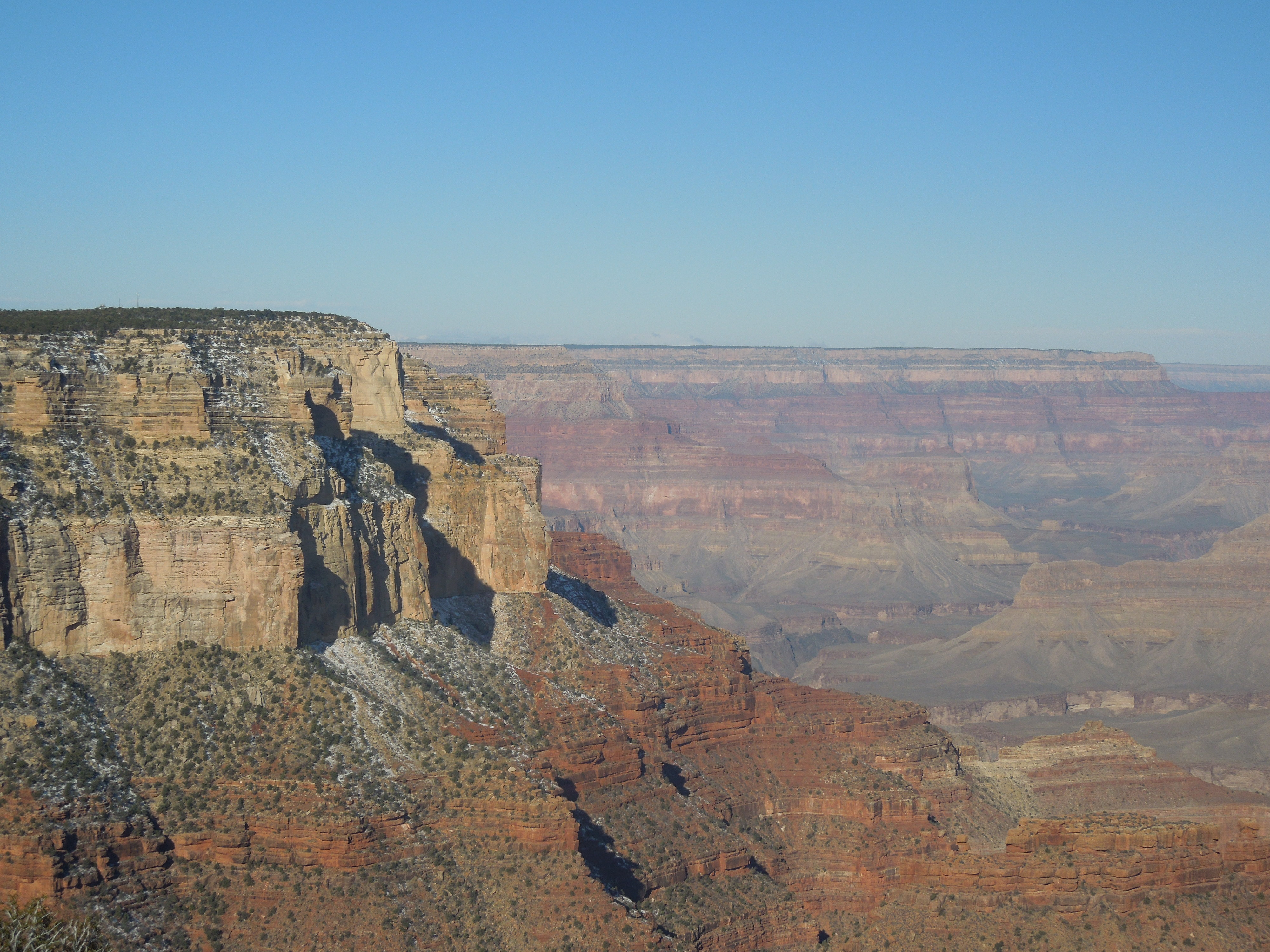
South Rim des Grand Canyons mit Rotschichten der Supai Group, Hermit Shale, Coconino Sandstone, Toroweap-Formation und Kaibab Limestone im Hangenden
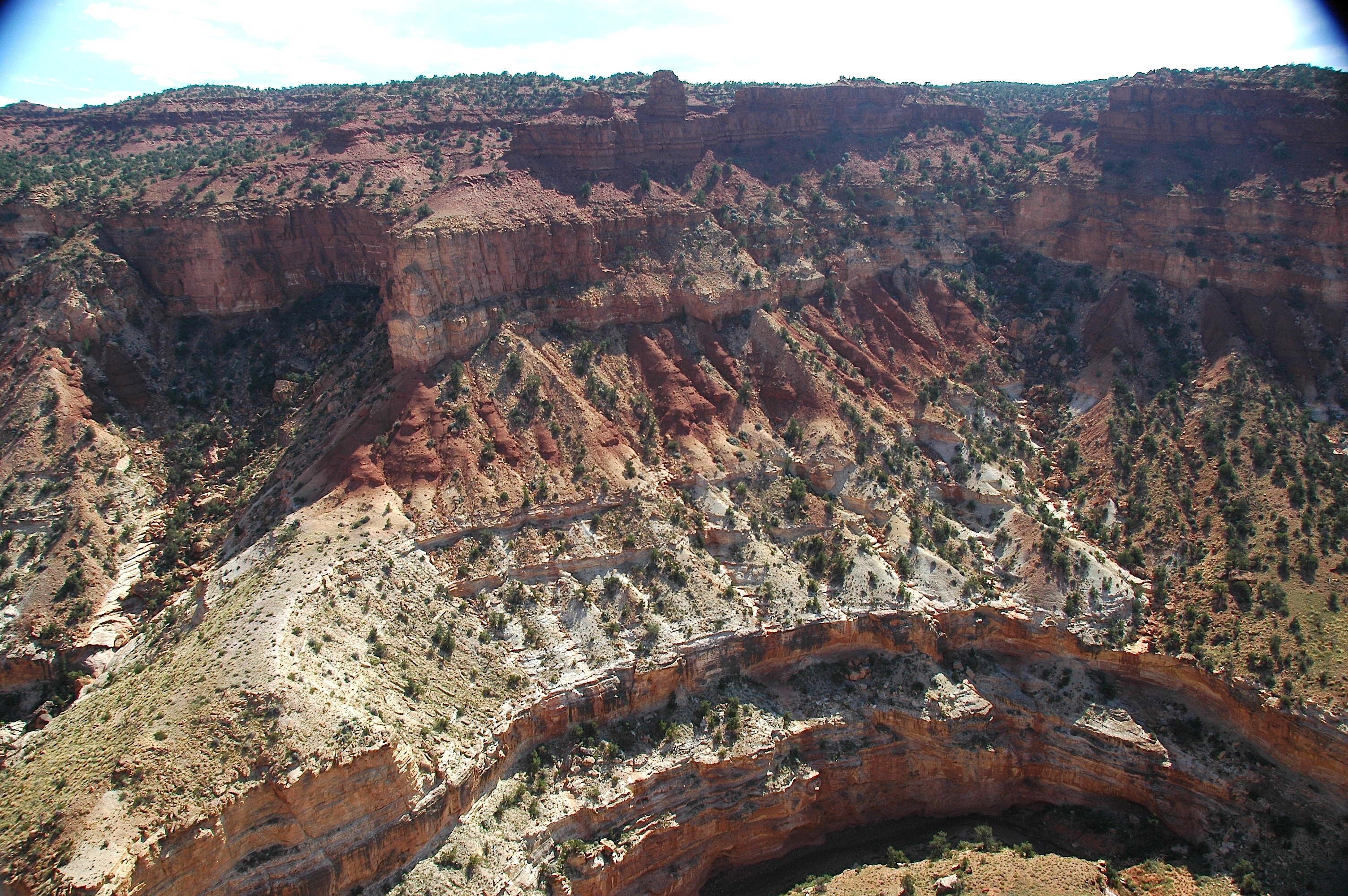
Rotschichten der Moenkopi-Formation über dem Kaibab Limestone am Sulphur Creek im Capitol Reef National Park
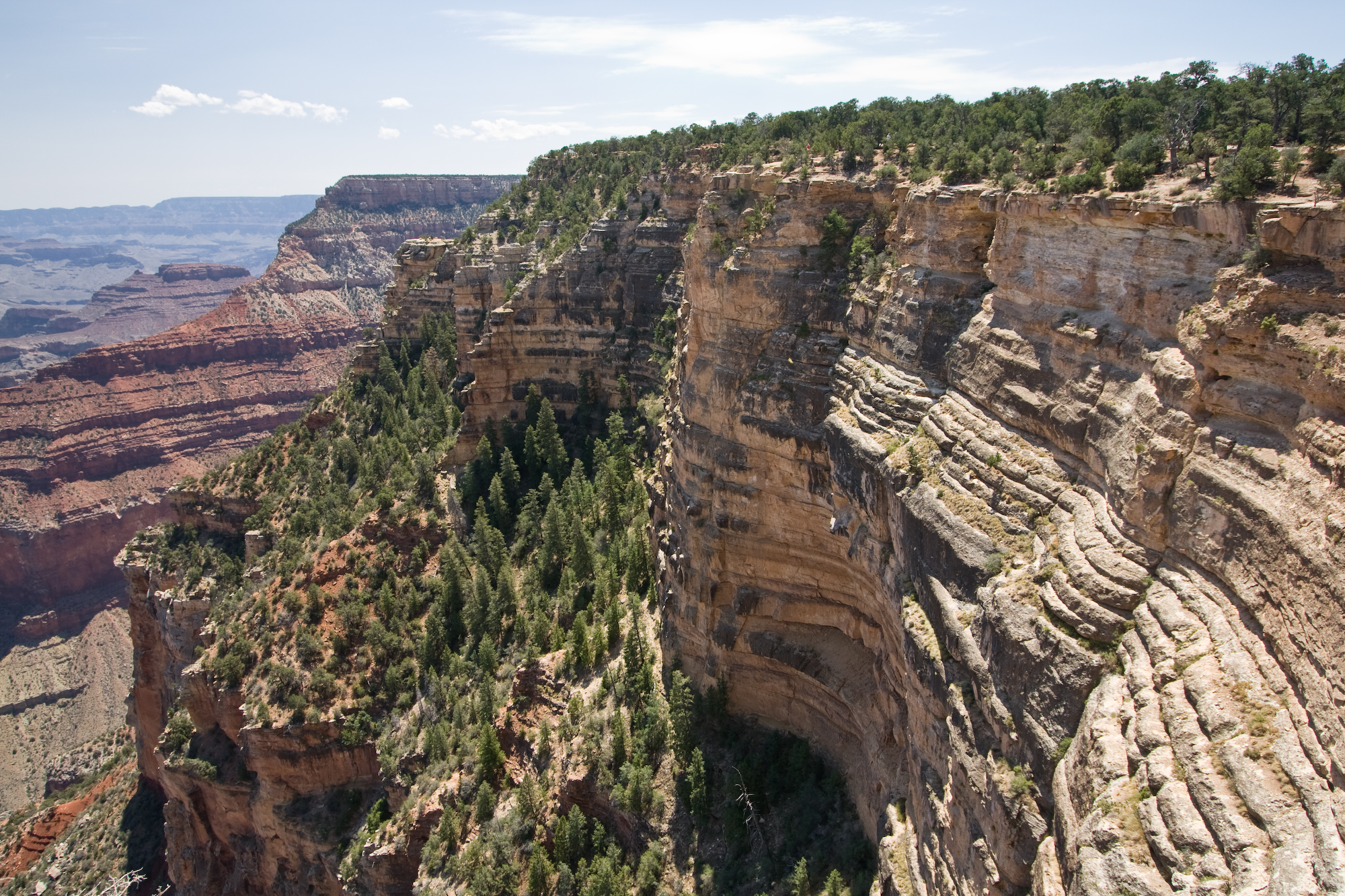
Blick vom Yavapai Point am South Rim über den mächtig gebankten Kaibab Limestone
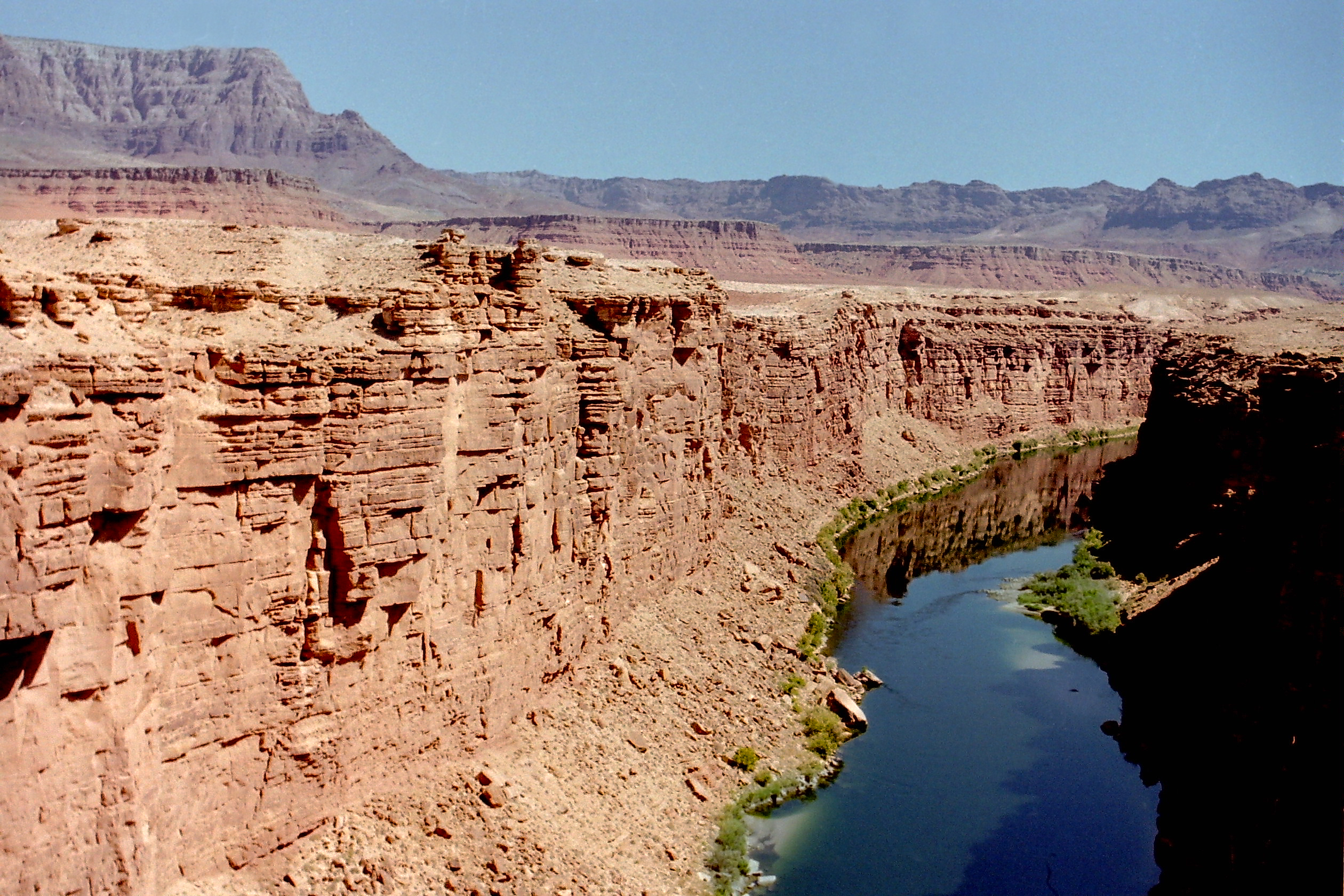
Der Kaibab Limestone im Marble Canyon
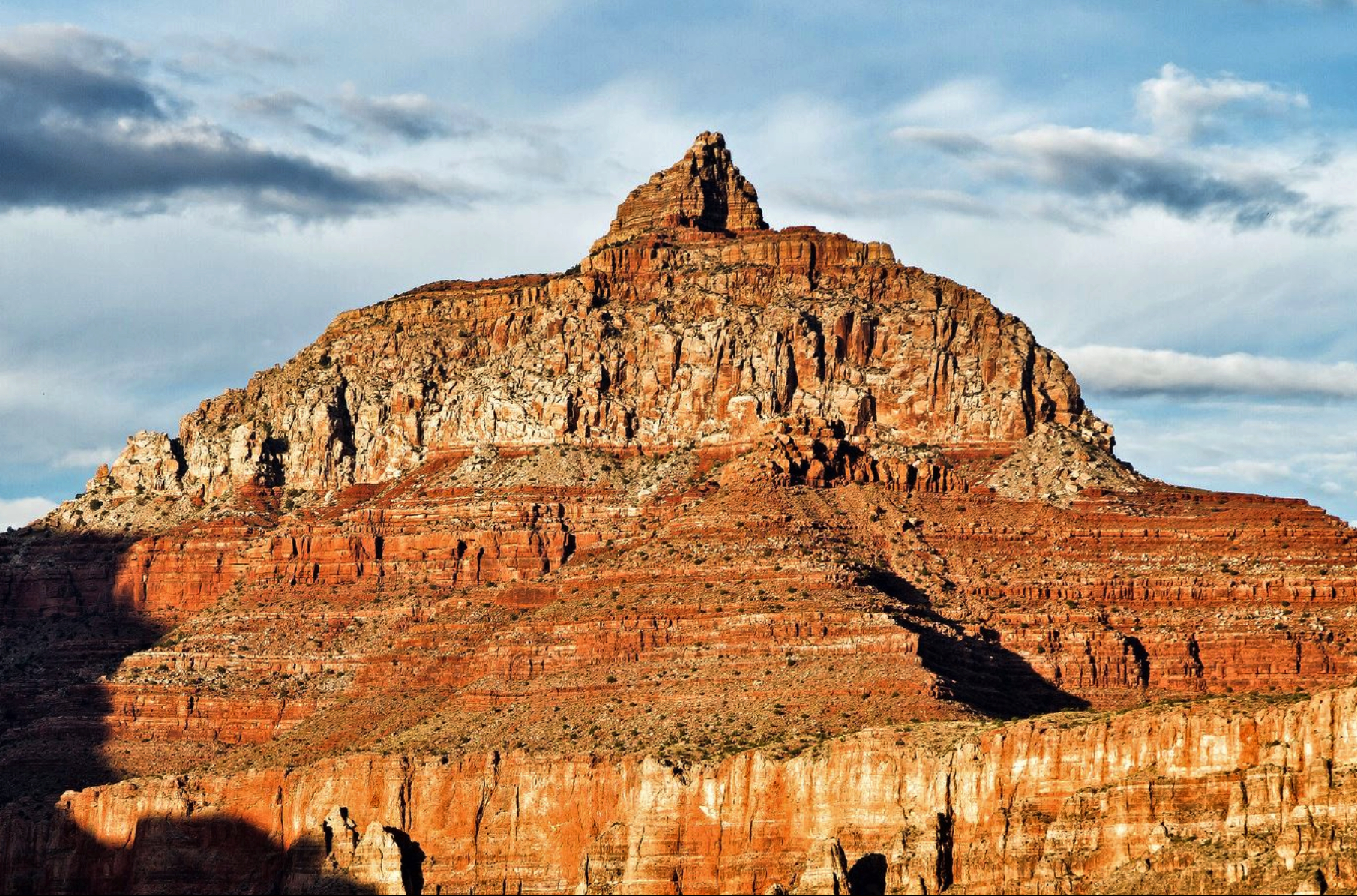
Der Gipfel des Vishnu Temples ist aus Kaibab Limestone aufgebaut